# Charles Lamberton
Charles Lamberton (1876-1960) era un paleontòleg francès que va viure i estudiar a l'illa de Madagascar entre 1911 i 1948 i es va especialitzar en els recentment extints lèmurs subfòssil. Va fer contribucions significatives cap a la correcció d'atribucions errònies de restes esquelètiques i interpretacions de baixa qualitat del comportament dels lèmurs subfòssil. Les seves expedicions paleontològiques durant la dècada de 1930 van conduir al descobriment d'una nova espècie de Mesopropitec, un tipus de paleopropitècid. Tres espècies, un mamífer i dos rèptils, van ser anomenats en honor seu, però una quarta és ara considerada un sinònim taxonòmic.

## Carrera professional
Charles Lamberton va viure a l'illa de Madagascar entre 1911 i 1948, on va treballar com a professor al Gallieni College i com a secretari per la Malagasy Academy. Durant gran part de la seva carrera, des de 1912 a 1956, va escriure extensament sobre la recentment extinta fauna subfòssil de Madagascar.
Durant gairebé 50 anys, Lamberton va estudiar els lèmurs subfòssil, un grup de lèmurs gegants extints que van morir poc després de l'arribada d'éssers humans a l'illa. Durant la dècada de 1930, Lamberton va dirigir diverses expedicions paleontològiques principalment al sud-oest de Madagascar. L'any 1936, basant-se en restes cranials que ell mateix havia descobert, Lamberton va anomenar i descriure una espècie de lèmur peresós, Mesopropithecus globiceps, el qual inicialment classificà en un altre gènere.
Durant la primera de la dècada de 1900, les reconstruccions de lèmurs subfòssil teníen una interpretació pobra a causa d'atribucions errònies d'ossos postcranials. Malgrat altres paleontòlegs havien començat a corregir atribucions errònies d'ossos i problemes de sinonímia, Lamberton va corregir més atribucions i interpretacions errònies de restes subfòssil que qualsevol altre paleontòleg. L'any 1947, va identificar ell correctament les restes postcranials del lèmur peresós, Palaeopropithecus, el qual Guillaume Grandidier havia atribuït erròniament a un peresós gegant anomenat Bradytherium que vivia als arbres. Deu anys més tard, l'any 1957, va escriure una implacable carta d'invalidació al paleontòleg italià Giuseppe Sera assenyalant moltes atribucions esquelètiques errònies i refutant delicadament la seva interpretació errònia del lèmur gegant (Megaladapis) com un nedador amb un estil similar al de les rajades i la seva teoria capritxosament creativa d'un comportament "acròbata arboreo-aquàtic" pel Palaeopropithecus. Tant Lamberton com el paleontòleg britànic Alice Carleton van demostrar que el Palaeopropithecus tenia un comportament suspensori; tanmateix, Carleton va proposar que el Palaeopropithecus era emparentat amb el peresós, mentre que Lamberton va pronosticar una locomoció més similar a la d'un orangutan. No va ser fins a la darreria de la dècada de 1900 que els descobriments de més restes subfòssil van demostrar que el Palaeopropithecus era més semblant al peresós.
Lamberton també va corregir atribucions errònies pel Mesopropithecus fetes per Carleton, però no va corregir les atribucions errònies més primerenques sobre el més gran dels lèmurs extints, Archaeoindris. Els errors amb Archaeoindris van ser corregits l'any 1988.
L'any 1948, Lamberton va establir el nom Pachylemur per un tipus extint de varecia com a subgènere del gènere Lèmur, el qual llavors contenia totes les espècie de la família Lemuridae. L'any 1979, el Pachylemur va ser àmpliament acceptat com un gènere vàlid. Tanmateix, el nom Pachylemur va tenir problemes de nomenclatura que relacionats amb el Principi d'Homonímia, el Principi de Prioritat, i el fracàs de Lamberton per seleccionar una espècie tipus. Aquests problemes podrien potencialment causar que el nom fos inadequat d'acord amb les regles de nomenclatura zoològica. Per tal de conservar el nom Pachylemur, Jelle Zijlstra, Colin Groves, i Alex Dunkel van entregar una petició a la Comissió Internacional en Nomenclatura Zoològica l'any 2011.

## Honors
Tres espècies reben el seu nom en honor de Lamberton: la rata de bosc vermell occidental (Nesomys lambertoni) de Madagascar occidental, la taràntula de mandril de Lamberton (Monocentropus lambertoni), i el camaleó de fulla Fito (Brookesia lambertoni). El sinònim taxonòmic pel camaleó de catifa (Furcifer lateralis), Chamaeleo lambertoni Angel, 1921, va ser també anomenat en honor de Lamberton.